# NGC 918
NGC 918 è una galassia a spirale situata nella costellazione dell'Ariete a 67,2 milioni di a.l. di distanza, con nucleo attivo e gravitazionalmente isolata. È stata scoperta da John Herschel; nel 2009 vi è stata osservata la supernova SN 2009js.